# Alwa Mehwa
Lo Stato di Alwa Mehwa (talvolta indicato come Stato di Alwa) fu uno stato principesco del subcontinente indiano, avente per capitale la città di Alwa.

## Storia
Lo stato di Alwa Mehwa era parte del Sankheda Mehwas, sotto l'agenzia coloniale dell'Agenzia di Rewa Kantha. Esso venne retto da capi musulmani e comprendeva 4 villaggi in tutto. Su una superficie di 20,71 km2, aveva una popolazione di 805 abitanti (nel 1901) e produceva una rendita annua di 5577 rupie (in gran parte dalla terra agricola), di cui 52 venivano pagate allo Stato di Baroda di cui Alwa era tributario.